# مارتن مانلي
مارتن مانلي (بالإنجليزية: Martin Manley)‏ هو رائد أعمال وسياسي أمريكي، ولد في 27 أغسطس 1952 في الولايات المتحدة.